# Liste der Monuments historiques in Saint-Germain-des-Fossés
Die Liste der Monuments historiques in Saint-Germain-des-Fossés führt die Monuments historiques in der französischen Gemeinde Saint-Germain-des-Fossés auf.

## Liste der Bauwerke
| Bezeichnung       | Beschreibung              | Standort | Kennzeichnung | Schutzstatus | Datum | Bild           |
| ----------------- | ------------------------- | -------- | ------------- | ------------ | ----- | -------------- |
| Kirche Notre-Dame | Erbaut im 12. Jahrhundert | (Lage)   | PA00093275    | Classé       | 1969  | weitere Bilder |

## Liste der Objekte
| Bezeichnung                                          | Beschreibung                                  | Standort                          | Kennzeichnung | Schutzstatus | Datum | Bild |
| ---------------------------------------------------- | --------------------------------------------- | --------------------------------- | ------------- | ------------ | ----- | ---- |
| Mehrere Bleiglasfenster mit dem Motiv Jungfrau Maria | Glasmalerei Mauméjean, zwischen 1942 und 1950 | in der Basilika Notre-Dame (Lage) | PM03001546    | Inscrit      | 2000  |      |